# Las Playas, Sinaloa kommun
Las Playas är en ort i Mexiko.   Den ligger i kommunen Sinaloa och delstaten Sinaloa, i den västra delen av landet, 1 200 km nordväst om huvudstaden Mexico City. Las Playas ligger 68 meter över havet och antalet invånare är 428.
Terrängen runt Las Playas är huvudsakligen platt. Las Playas ligger nere i en dal. Runt Las Playas är det glesbefolkat, med 19 invånare per kvadratkilometer. Närmaste större samhälle är Sinaloa de Leyva, 5,7 km väster om Las Playas. I omgivningarna runt Las Playas växer huvudsakligen savannskog.